# Бунвил (Калифорнија)
Бунвил (енгл. Boonville) насељено је место без административног статуса у америчкој савезној држави Калифорнија.

## Демографија
По попису из 2010. године број становника је 1.035.
| Група             | 2000.    | 2010.       |
| Белци             | 0 (0,0%) | 479 (46,3%) |
| Афроамериканци    | 0 (0,0%) | 9 (0,9%)    |
| Азијати           | 0 (0,0%) | 7 (0,7%)    |
| Хиспаноамериканци | 0 (0,0%) | 520 (50,2%) |
| Укупно            | 0        | 1.035       |